# Julián López González
Julián López González (El Provencio, Cuenca, Castella-la Manxa, Espanya; 10 de novembre de 1978) és un actor, còmic i músic espanyol.

## Trajectòria artística
Va estudiar Magisteri en Educació Musical a la Facultat d'Educació de Conca de la Universitat de Castella-la Manxa. En aquesta etapa universitària va conèixer a gran part dels membres de Muchachada Nui.
Julián López va participar en el programa d'humor La hora chanante, juntament amb Ernesto Sevilla, Carlos Areces i Joaquín Reyes, així com en altres espais humorístics que s'emeten al canal Paramount Comedy com Smonka!, on fa de cosí d'Ernesto, Nuevos Cómicos i Noche sin tregua, Rufus y Navarro a La Primera o Noche Hache a Cuatro. En aquest últim, on conduïa la secció d'Esports, i en un programa de la mateixa línia que La Hora Chanante anomenat Muchachada Nui que s'emetia a La 2 de Televisió Espanyola, on exercia d'actor i guionista.
També ha participat en curts com Videoclub, Eyeballs, La gran revelación o El factor dorsal, i ha guanyat premis com a millor actor en diferents festivals. Al cinema va fer la seva primera incursió, al costat del seu amic Ernesto Sevilla, en el llargmetratge de Julio Suárez Estirpe de tritones.
En la seva faceta musical és membre fundador del quintet ManchaBrass, responsable d'alguns dels seus arranjaments i d'obres com el Quintet Núm. 1 per a trompa i quartet de corda. A més, col·labora amb grups com Deluxe, Russian Red, Marlango, Los Punsetes, Lovely Luna, Xoel López i Café Quijano.
El 18 de maig de 2008 també va aparèixer en un capítol d' Aída en el paper d'un noi amb diversitat funcional que venia CD pirates. També apareix en La familia Mata, capítol 2x11, emès el 16 de juny de 2008, on fa d'advocat de Arturo Mata.
Després del seu pas per la pantalla petita va fer el salt al cinema el 2009 amb Spanish Movie, i de la mà de Borja Cobeaga, a Pagafantas. Però el personatge que el va catapultar definitivament a la fama va ser Juan Carlitros a la pel·lícula No controles, també del director Borja Cobeaga. Julián va rebre moltes lloances i crítiques positives a causa d'aquest personatge i va ser un dels grans atractius de la pel·lícula. Per a promocionar-la va ser convidat a programes com El Hormiguero, Buenafuente i Tonterias las justas. El personatge de Juan Carlitros va tenir tanta repercussió que fins i tot es va crear una pàgina web d'aquest personatge.
Des de 2011 i fins a 2013 va treballar en la sèrie Museo Coconut, emesa a Neox, juntament amb els seus companys de Muchachada Nui i La Hora Chanante.
El 2011 i fins a 2012 va formar part de la sèrie Los Quién d'Antena 3, compartint repartiment amb actors com Javier Cámara o María Pujalte. Aquest mateix any apareix a la cartellera dels cinemes la seva cinquena pel·lícula: : No lo llames amor, llámalo X, en la qual interpreta un pretensiós guionista.
A l'abril de 2013, l'actor es va incorporar al rodatge de la tercera temporada de la sèrie Con el culo al aire, que va emetre Antena 3.
El 2015 participa en la comèdia de Nacho G. Velilla, Perdiendo el norte. El 2017 protagonitza, amb Javier Cámara, Miren Ibarguren i Gorka Otxoa, la comèdia Fe de etarras, una pel·lícula per la plataforma Netflix.
El 2018 és seleccionat per a presentar el 22 de gener la cerimònia dels V Premis Feroz i emesa pel canal de pagament, Movistar+.

## Cinema
- Matusalén (2024)
- Operación Camarón (2020)
- Dolor y gloria (2019)
- Perdiendo el este (2019)
- Superlópez (2018)
- La tribu (2018)
- Fe de etarras (2017)
- El tiempo de los monstruos (2015)
- Perdiendo el norte (2015)
- Torrente 5: Operación Eurovegas (2014)
- No lo llames amor, llámalo X (2011)
- No controles (2011)
- Que se mueran los feos (2010)
- Pagafantas (2009)
- Spanish Movie (2009)
- Estirpe de tritones (2007)

## Televisió

### Sèries de televisió
| Any         | Títol                              | Personatge                     | Cadena    | Dades         |
| ----------- | ---------------------------------- | ------------------------------ | --------- | ------------- |
| 2008        | Aída                               | Pedro                          | Telecinco | 1 episodi     |
| 2008        | La familia Mata                    | Advocat                        | Antena 3  | 2 episodis    |
| 2008; 2010  | Hospital Central                   |                                | Telecinco | 2 episodis    |
| 2010 - 2013 | Museo Coconut                      | Emilio Restrepo                | Neox      | 23 episodis   |
| 2011        | Los Quién                          | Esteban Zunzunegui Santanmaría | Antena 3  | 13 episodis   |
| 2012 - 2013 | Fenómenos                          | Benito Villar                  | Antena 3  | 9 episodis    |
| 2014        | Con el culo al aire                | Rubén                          | Antena 3  | 16 episodis   |
| 2018        | Cuerpo de élite                    | Lukax Riesgo                   | Antena 3  | 1 episodi     |
| 2018        | BByC: Bodas, bautizos y comuniones | Berto                          | Telecinco | Episodi pilot |
| 2018        | Capítulo 0                         | Trevor                         | #0        | 1 episodi     |
| 2019        | Paquita Salas                      | Pablo G. Maura                 | Netflix   | 1 episodi     |
| 2019 - 2020 | Justo antes de Cristo              | Manio Sempronio Galva          | #0        | 12 episodis   |

### Programes de televisió
- La hora chanante, alguns (2002-2006), a Comedy Central.
- Smonka!, com El Primo (2005-2007), en Comedy Central.
- Noche Hache (2005-2008), a Cuatro.
- Muchachada Nui, diversos (2007-2010), a La 2.
- Retorno a Lilifor, diversos (2015), a Neox.
- V Premis Feroz 2018, presentador (2018), a Movistar+.

## Premis
Nominació a les Medalles del Cercle d'Escriptors Cinematogràfics de 2011 al Millor Actor Secundari per la pel·lícula No controles.